# 圣伊莱尔迪布瓦
圣伊莱尔迪布瓦（法語：Saint-Hilaire-du-Bois，法語發音：[sɛ̃.t‿ilɛʁ dy bwa]）是法国滨海夏朗德省的一个市镇，位于该省南部略偏东，属于容扎克区。

## 地理
圣伊莱尔迪布瓦（45°25'1"N, 0°29'45"W）面积7.48 平方千米，位于法国新阿基坦大区滨海夏朗德省，该省份为法国西部滨海省份，北起旺代省，西临大西洋，南至吉倫特省，东南接多爾多涅省，东北接德塞夫勒省接壤，东临夏朗德省。
与圣伊莱尔迪布瓦接壤的市镇（或旧市镇、城区）包括：克利永、吉蒂尼耶尔、尼约勒勒维鲁伊、圣日耳曼-德吕西尼昂、圣西蒙德博尔德。

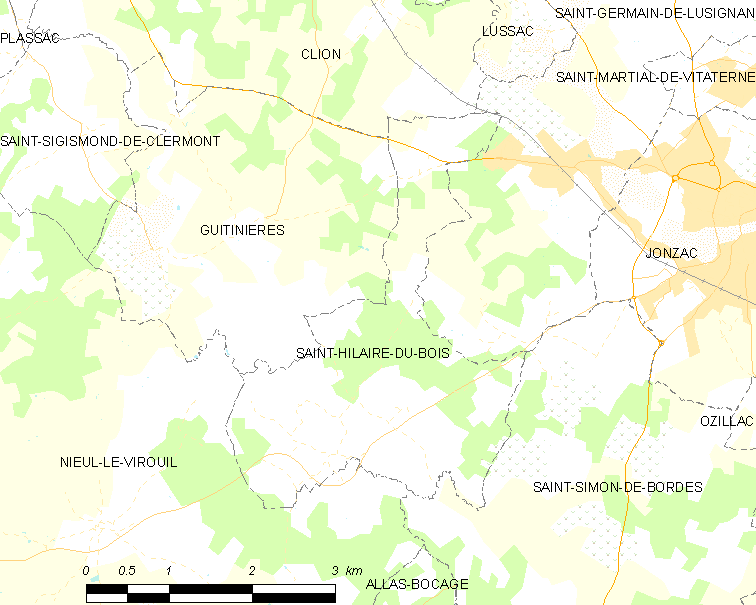
圣伊莱尔迪布瓦的OSM定位图

圣伊莱尔迪布瓦的时区为UTC+01:00、UTC+02:00（夏令时）。

## 行政
圣伊莱尔迪布瓦的邮政编码为17500，INSEE市镇编码为17345。

## 政治
圣伊莱尔迪布瓦所属的省级选区为容扎克县。

## 人口

1962-2008年间圣伊莱尔迪布瓦人口变化图示

圣伊莱尔迪布瓦于2022年1月1日时的人口数量为298人。